# Ааппилатток (Куяллек)
Ааппилатток (гренл. Aappilattoq, старая орфография Augpilagtoq) — деревня близ Нанорталик в коммуне Куяллек, расположенная примерно в 50 км от фьорда Кап в южной части Гренландии. Население около 160 человек. 